# Дзядко Тихон Вікторович
Тихон Вікторович Дзядко (рос. Ти́хон Ви́кторович Дзядко́, * 23 червня 1987, Москва, РРФСР, СРСР) — колишній кореспондент та ведучий ефіру радіостанції «Ехо Москви», співведучий програми «Дзядко3» на телеканалі «Дождь». Ведучий новин, головний редактор телеканалу «Дождь».

## Життєпис
Закінчив гуманітарний факультет ліцею № 1525. Навчався в РДГУ. Працював на порталі «Полит.ру».
У 2007—2012 працював кореспондентом у Росії міжнародної організації «Репортери без кордонів».
З 2005 працював кореспондентом та ведучим ефіру на радіостанції «Ехо Москви». Вів передачі «Розворот», «Одним словом», «Обкладинка-1», «Супервласть».
З травня 2010 разом з рідними братами Пилипом та Тимофієм веде щотижневу публіцистичну програму «Дзядко3» на телеканалі «Дощ».
З 24 травня 2011 веде щотижневу програму Hard Day's Night на телеканалі «Дощ».
У 2013 пішов з «Ехо Москви».
Учасник конгресу «Україна-Росія: діалог», який пройшов 24-25 квітня 2014 в Києві.

## Родина
- Прадід Григорій (Цві) Фрідлянд — видний радянський історик-марксист та перший декан Історичного факультету МДУ.
- Дід Фелікс Свєтов (1927—2002 р.р.) — російський радянський письменник, дисидент.
- Бабуся Зоя Крахмальнікова (1929—2008) — православна письменниця, публіцистка, правозахисниця, учасниця радянського дисидентського руху.
- Мати Зоя Свєтова[en] — журналістка та правозахисниця.
- Брат Пилип Дзядко — колишній головний редактор журналу «Велике місто».
- Брат Тимофій Дзядко — редактор журналу Forbes.

## Фільмографія
- 2012 — «Термін». Документальний фільм, режисери Олексій Пивоваров, Павло Костомаров та Олександр Расторгуєв.